# Psèphismata
Psèphismata (Oudgrieks: ψήφισματα) was in Athene de term die gebruikt werd om het wegwerken van tegenspraken en oudere bepalingen in de wetgeving weer te geven. Psèphismata zijn ook de decreten voorgesteld door de boulè en door de ekklèsia goedgekeurd met eventueel toegevoegde amendementen.